# Міло Мілунович
Міло Мілуновіч (серб. Міло Мілуновіћ) — чорногорський живописець. Творець чорногорської школи живопису першої половини XX століття.

## Біографія
Народився в Цетинє, Чорногорія. Навчався в майстерні Альберто Джакометті у Флоренції (1912–1914). Жив в основному в Белграді (в 1919-22 і в 1926–1932 — в Парижі). Професор Академії Мистецтв в Белграді (з 1937).
Потрапив під вплив Поля Сезанна і кубізму; в 20-ті роки наближався до неокласики, в 30-ті роки використовував прийоми імпресіонізму. Для робіт після 1945 характерні яскрава декоративність, чіткість, кілька схематичних малюнків, використання національних мотивів. Працював також в галузі монументального живопису (розписи в будівлі Виконавчого віча Соціалістичної Республіки Сербії в Белграді, 1955).